# Beg Borrow Steal
«Beg Borrow Steal» es una canción interpretada por la cantante jordana Ayah Marar, incluida en su álbum de estudio, The Real. Fue lanzada el 13 de octubre de 2013, como descarga digital a través de iTunes.

## Lista de canciones
| Descarga digital |                                                |          |  |
| N.º              | Título                                         | Duración |  |
| 1.               | «Beg Borrow Steal» (Radio Edit)                | 3:17     |  |
| 2.               | «Beg Borrow Steal» (Extended Mix)              | 4:55     |  |
| 3.               | «Beg Borrow Steal» (Instrumental Radio Edit)   | 3:07     |  |
| 4.               | «Beg Borrow Steal» (Super Stylers Remix)       | 6:23     |  |
| 5.               | «Beg Borrow Steal» (Super Stylers Radio Edit)  | 3:37     |  |
| 6.               | «Beg Borrow Steal» (DSK CHK Remix)             | 6:07     |  |
| 7.               | «Beg Borrow Steal» (Patrick Hagena Remix)      | 3:07     |  |
| 8.               | «Beg Borrow Steal» (Robot Dentist Remix)       | 6:17     |  |
| 9.               | «Beg Borrow Steal» (Patrick Hagena Radio Edit) | 4:54     |  |
| 10.              | «Beg Borrow Steal» (Michael Gray Radio Edit)   | 3:23     |  |
| 11.              | «Beg Borrow Steal» (Michael Gray Extended Mix) | 5:25     |  |
| 12.              | «Beg Borrow Steal» (Dj Wax Remix)              | 3:17     |  |
| 13.              | «Beg Borrow Steal» (Giuseppe D. Remix)         | 3.15     |  |
| 14.              | «Beg Borrow Steal» (Looney B Remix)            | 6:41     |  |
| 15.              | «Beg Borrow Steal» (Izee Chill Mix)            | 3:36     |  |
| 16.              | «Beg Borrow Steal» (Izee Chill Club Mix)       | 5:53     |  |